# Metal Gear Solid 4: Guns of the Patriots
Metal Gear Solid 4: Guns of the Patriots (メタルギアソリッド4 ガンズ・オブ・ザ・パトリオット, Metaru Gia Soriddo Fō Ganzu Obu Za Patoriotto) é um jogo eletrônico de ação-aventura stealth desenvolvido pela Kojima Productions exclusivamente para o PlayStation 3. É o sexto título da série Metal Gear dirigido por Hideo Kojima seu lançamento mundial ocorreu no dia 12 de junho de 2008.
Metal Gear Solid 4 foi muito aclamado pela crítica especializada, recebendo várias notas perfeitas e prêmios de "Melhor do Ano". O jogo foi um grande sucesso e vendeu mais de seis milhões de cópias.

## Jogabilidade
Em Metal Gear Solid 4, o jogador deve mover-se de maneira furtiva e inteligente. O jogo usa uma visão em terceira pessoa com movimentação livre da câmera, mas também permite jogar livremente no modo em primeira pessoa, além de uma visão sobre o ombro que pode ser mudada tanto para o lado direito como para o esquerdo. O sistema de combate corpo-a-corpo foi totalmente remodelado.
Vários utensílios foram adicionados ao jogo, os mais notáveis são a OctoCamo (camuflagem que clona a textura do ambiente) e o Solid Eye que permite usar o radar sonoro, a visão noturna e a visão tática em primeira pessoa. Alguns outros ítens são notáveis como o robô Metal Gear Mk. II que te permite usá-lo para patrulhas e um barril de metal, semelhante a caixa de papelão presente em outros jogos da franquia.
Ao receber dano, o jogador não deverá apenas se preocupar com a barra de saúde do personagem, há também uma barra chamada de "psyche" que diminui quando Snake fica estressado, sendo este outro fator importante do jogo, o estresse é medido em forma de porcentagem e aumenta quando o protagonista presencia uma situação incomoda, como frio ou sobrecarga, por exemplo. Quanto menor a barra de "psyche", mais difícil fica correr, atirar e se recuperar.
Em Metal Gear Solid 4 também há "chefes", que exigem uma tática mais elaborada do que atirar neles, em um deles, por exemplo, o jogador poderá usar a visão noturna para rastrear as pegadas do inimigo e usar a direção do vento em sua vantagem. As batalhas com os "chefões" geralmente são longas e exigem que você enfrente outros inimigos além de seu alvo principal.

## Enredo

### Personagens
O elenco do jogo consiste basicamente de personagens dos jogos anteriores com a adição de novos personagens. Um prematuramente envelhecido Solid Snake (agora conhecido como Old Snake) regressa como sendo o único personagem jogável, juntos a Snake estão Roy Campbell, seu ex-comandante; seu amigo Otacon; Naomi Hunter, a cientista que o contaminou com o vírus FOXDIE; Meryl Silverburgh, comandante da Rat Patrol Team 01 (R.P.T.01); Mei Ling, ex-analista de dados e agora capitã do navio de guerra USS Missouri (BB-63); Raiden, agora um ciborgue ninja; Rosemary, ex-namorada de Raiden, que agora trabalha como psicóloga; e EVA (de MGS3), agora conhecida como Big Mama. Também aliando-se a Snake estão Drebin 893, um traficante de armas; Sunny, a filha de Olga Gurlukovich, que foi resgatada dos Patriots por Raiden; e os outros membros da R.P.T.01 (Ed, Jonathan e Johnny Sasaki). Johnny é o guarda dominado por Meryl, quando ela escapa da cela, em MGS1. O antagonista do jogo é Liquid-Ocelot, Revolver Ocelot, ex agente dos Patriots que usou nanomáquinas e tarapias de hipnóse para assumir uma personalidade parecida com a de Liquid. Porém, ele manteve a história que sua mente fora "possuída" por Liquid Snake, como resultado de um transplante de braço. Aliando-se a Liquid-Ocelot estão: Vamp, único membro vivo do extinta Unidade Dead Cell; a The Beauty and The Beast Unit; e o seu exército particular, o Haven Troops. The Beauty and The Beast Unit servem como os principais "chefes" do jogo: os seus membros são Crying Wolf, Raging Raven, Screaming Mantis, e Laughing Octopus. Os seus nomes de animais remetem claramente para os membros da Fox-Hound, as suas emoções se voltam para os Cobras e as suas armas foram "retiradas" dos membros do Dead Cell. Uma observação: Screaming Mantis carrega duas marionetes representando dois falecidos personagens da série: Psycho Mantis e The Sorrow, ambos psíquicos. As quatro membros de The Beauty and The Beast Unit são todas mulheres que sofreram stress pós-traumático e, como resultado, tornaram-se máquinas insanas de matar, sendo ainda convencidas que para encontrarem paz deveriam eliminar o personagem principal da trama, Solid Snake. As suas aparências interiores (escondidas pelas armaduras que usam) são referidas como os seus lados "beauty" (belos), enquanto que as exteriores são referentes às "beast" (feras), assim originando o nome da unidade.

### História
A história se passa no ano de 2014, cinco anos após os incidentes em Big Shell (Metal Gear Solid 2), e nove anos depois da FOXHOUND ter invadido a ilha de Shadow Moses, local onde Solid Snake foi infectado com um retrovírus  chamado FOXDIE. Solid Snake aparece consideravelmente envelhecido devido a sua avançada degeneração celular, estabelecida a partir do processo de clonagem que o criou, tendo agora apenas seis meses de vida.
Metal Gear Solid 4 traz um mundo onde a intervenção militar em solo estrangeiro está proibida, aumentando a necessidade de Private Military Companies (Companhias Militares Privadas, PMCs), para travar guerras de negócios. O Estados Unidos, por estar impedido de intervir diretamente em conflitos internacionais, decidiu intervir indiretamente através de PMCs. As primeiras PMCs, ao enriquecerem com os serviços prestados ao governo estadunidense, também quiseram estender a sua área de atuação e sua clientela. Vários outros governos passaram a imitar o modelo norte-americano de privatização militar, recorrendo à empresas do setor privado para executar seus interesses militares, pois dessa forma seriam capazes de participar de guerras internacionais a custos muito menores e melhor ainda: de forma indireta e sigilosa. Além disso, as pessoas que guerreavam eram mercenários interessados em lucro e não cidadãos, como nos séculos anteriores. A opinião pública seria menos hostil à essa noção de guerra "privada" do que à de guerra comum. Dezenas de PMCs começaram a surgir ao redor do mundo assim como o poder das grandes companhias do ramo aumentou exponencialmente. PMCs não guerreiam por ideologias ou nações e sim por oportunidade de lucro. Em 2014, as organizações que contratam PMCs envolvem desde governos e facções rebeldes até grupos terroristas. A guerra se tornou algo lucrativo e o mundo entrou na era da "economia de guerra".
A nanotecnologia tornou-se importantíssima, tanto para aumentar as habilidades dos soldados, como para reforçar a fidelidade dos mercenários. O sistema nanotecnológico que as PMCs usam é chamado de "Sons of the Patriots" (SOP). O SOP foi criado pela Arms-Tech (a mesma empresa que criou o Metal Gear Rex, a serviço do governo norte-americano em MGS1) e permite que "senhores de guerra" tenham total controle sobre o campo de batalha, assim como otimiza as qualidades individuais de cada soldado e integra ações de grupos militares. Esse controle diminuiu o números de baixas civis e barbaridades na guerra. Tornando o campo de batalha mais "limpo". Forças armadas nacionais começaram a declinar e perder recursos pois seus serviços não eram capazes de competir com a eficiência das companhias militares privadas e a facilidade de contratar os serviços destas. Grandes guerras também criam orfãos, e grande parte dessas crianças seriam recrutadas pelas próprias PMCs. As cinco maiores PMCs (Praying Mantis, Otselotovaya Khvatka, Werewolf, Pieuvre Armement e Raven Sword) são controladas por uma única companhia, chamada Outer Heaven, comandada por Liquid Ocelot. No comando de um imenso exército, capaz de rivalizar com qualquer outro exército no mundo, Liquid-Ocelot prepara uma revolta armada com o objectivo de tomar controle absoluto do SOP. Com o mundo mais uma vez em crise, um desacreditado Solid Snake é "jogado" no Oriente Médio com a missão de eliminar definitivamente Liquid. O jogo se situa em cinco localidades: Oriente Médio, América do Sul, Leste europeu, Shadow Moses e Outer Haven.

## Recepção crítica

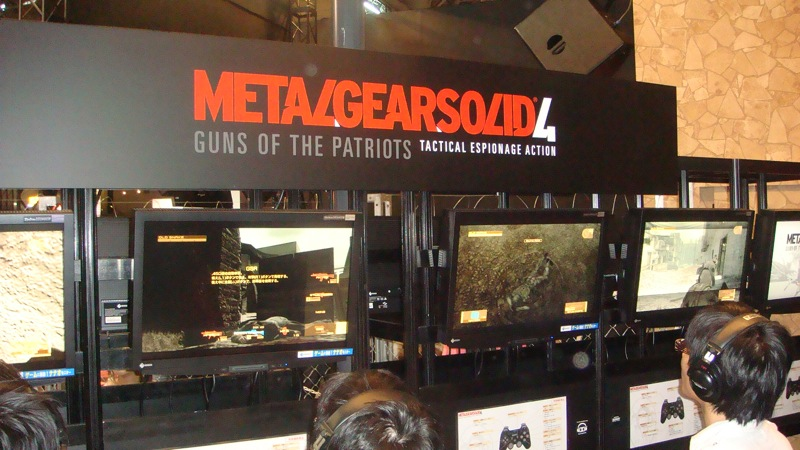
Estande de Metal Gear Solid 4 na Tokyo Game Show.

A primeira matéria sobre MGS4 foi feito pela revista inglesa Playstation Magazine, o game tirou nota máxima, bem justificada pela revista. Pouco do jogo antes do seu lançamento pôde ser conferido na versão Beta de Metal Gear Online. Na versão online a mesma qualidade gráfica está presente, bem como o som e jogabilidade, tudo exatamente como presenciado na campanha solo. Após o lançamento vários conceituados sites e revistas publicaram suas matérias. É surpreedente a quantidade de notas máximas conseguidas e a surpresa maior fica por conta do quase ausente destaque dos pontos negativos do jogo, já que estes quase inexistem, ainda que não seja absolutamente perfeito. Um dos pontos mais apontados nas matérias é o fato de MGS4 ter se juntado aos 9 únicos jogos a receberem os 40 pontos da revista japonesa Famitsu e tirou nota 10 nos sites da GameSpot e IGN.
Recentemente a Konami divulgou que Metal Gear Solid 4 havia vendido 4,75 milhões de cópias mundialmente, o colocando na lista como um dos mais vendidos da série Metal Gear.